# Langgöns
Langgöns település Németországban, Hessen tartományban. Lakosainak száma 11 817 fő (2023. december 31.).

## Népesség
A település népességének változása:
| Lakosok száma | 11 665 | 11 648 | 11 683 | 11 813 | 11 817 |
|               | 2017   | 2019   | 2021   | 2022   | 2023   |